# Pisaura lama
Espèce
Synonymes
- Pisaura clarivittata Dönitz & Strand, 1906
- Pisaura strandi Kishida, 1914
- Pisaura flavistriata Yaginuma, 1960

Pisaura lama est une espèce d'araignées aranéomorphes de la famille des Pisauridae.

## Distribution
Cette espèce se rencontre au Japon, en Corée du Sud, en Chine et en Russie.

## Description
La femelle holotype mesure 10,5 mm.

## Publication originale
- Bösenberg & Strand, 1906 : Japanische Spinnen. Abhandlungen der Senckenbergischen Naturforschenden Gesellschaft, vol. 30, p. 93-422 (texte intégral).